# 愛は何処へゆく (永田英二の曲)
「愛は何処へゆく」は、1971年6月5日に東芝レコードから発売された永田英二の5枚目のシングルである。

## 概要
2022年3月時点、未CD化。

## 収録曲
1. 愛は何処へゆく [3:49]
作詞：岩谷時子/作曲・編曲：鈴木邦彦
2. 美しい夢 [3:02]
作詞：岩谷時子/作曲・編曲：鈴木邦彦